# Cosas mías (canción)
«Cosas mías» es la primera canción perteneciente al álbum del mismo nombre del grupo de rock argentino Los Abuelos de la Nada editado en el año 1986 bajo el sello Interdisc. Este tema fue rápidamente un éxito y también se presentó un video de la canción. "Cosas mías" fue el último éxito de Los Abuelos de la Nada.

## Apariciones en otros medios
- En la serie argentina Graduados se escucha dicha canción en los capítulos 17, 79, y 109.
- Varias hinchadas del fútbol argentino utilizan la melodía completa de esta canción durante los partidos de fútbol, entre ellos River Plate, San Lorenzo de Almagro, etc.

## Músicos
- Miguel Abuelo - voz principal y coros, percusiones
- Kubero Díaz - guitarra eléctrica y coros
- Marcelo "Chocolate" Fogo - bajo y coros
- Juan del Barrio - sintetizadores y sampler
- Polo Corbella - batería híbrida y coros